# Stramentizzo
Stramentizzo è una frazione del comune di Castello-Molina di Fiemme in Trentino; il paese è stato comune autonomo fino al 1925.

## Storia

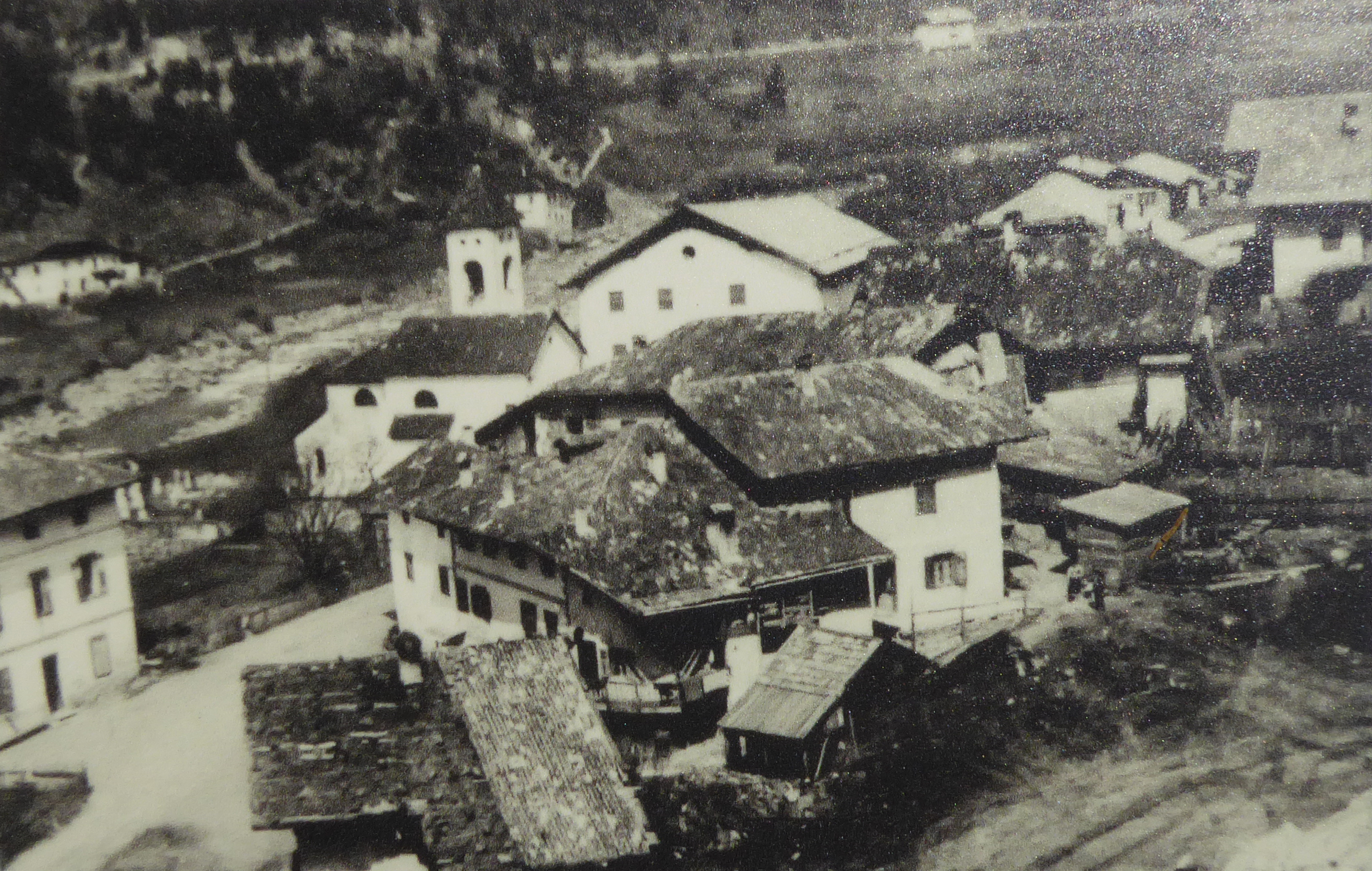
Il vecchio paese di Stramentizzo

Si ritiene che le prime case nella zona di Stramentizzo siano state fondate verso il 1200, per volontà dei conti di Appiano e degli Enn loro vassalli; queste sarebbero da identificarsi con i tre masi di Ponte, Piazzo e Ronco. Gli abitanti dell'epoca erano probabilmente immigrati di lingua tedesca. Il paese è poi descritto in un documento della comunità di Fiemme del 1293, nel quale si parla di case "destremenade", ossia sparse; da questo arcaico termine viene generalmente fatto derivare il nome di Stramentizzo. Nel 1303 i masi di Stramentizzo vennero venduti dagli Enn a Mainardo II del Tirolo.
Le prime case rustiche cominciarono a sorgere a partire dal 1500, raggruppate lungo la via carrabile che conduceva dall'alta val di Fiemme verso Valfloriana; in particolare, il paese si sviluppò dopo il 1777, anno in cui il nobile Felice Antonio von Longo Liebenstein acquistò diverse case e terreni nella zona. Nel 1920 l'allora comune di Stramentizzo passò al Regno d'Italia assieme a tutta la Venezia Tridentina e nel 1925 venne soppresso e aggregato al comune di Castello di Fiemme.
Sul termine della seconda guerra mondiale il paese fu teatro di un'azione di rappresaglia compiuta dalle SS naziste, la strage di Stramentizzo; gli eventi si consumarono all'alba del 4 maggio 1945 quando, a conclusione di uno scontro con un gruppo di partigiani che aveva preso prigionieri circa cinquanta soldati tedeschi rinchiudendoli nella segheria di Stramentizzo, le forze naziste penetrarono nel villaggio, uccidendo nove persone e dando alle fiamme altrettante abitazioni, infuriando poi anche nella vicina Molina di Fiemme; le tre donne tra le vittime, di 23, 52 e 80 anni, morirono dopo essere state gettate in un edificio incendiato. 

### La costruzione della diga e il paese nuovo
Sul finire degli anni 1940 venne approvato il progetto di costruzione di una diga sul torrente Avisio, nella forra dei Camini, poco a valle del paese; l'invaso previsto per la diga di Stramentizzo comprendeva anche la zona occupata dal paese, che dovette così essere evacuato. A quel tempo il paese contava due file di case con scuola e canonica, una chiesa con cimitero, un'osteria, un negozio di alimentari e anche una segheria veneziana; attorno ad esso orbitavano dodici masi, oltre metà dei quali seguì la stessa sorte del villaggio. Tra il 1948 e il 1952 vennero tagliati i boschi circostanti, e il 1º giugno di quell'anno le famiglie di Stramentizzo vennero informate della necessità di traslocare; la Società Avisio, che organizzava i lavori, propose di ricostruire il villaggio in località Scales; per questa soluzione optarono solo poche famiglie, mentre molte altre si trasferirono altrove.
L'esodo degli abitanti del paese avvenne gradualmente, tra il gennaio e il luglio del 1956; a maggio vennero esumate le salme dal cimitero (provvisoriamente spostate in quello di Molina) e vennero tolti gli arredi dalla chiesa. Terminata l'evacuazione degli abitanti, il paese venne livellato, demolendolo edificio per edificio con cariche di esplosivo; la zona venne quindi sommersa dalle acque del nascente lago di Stramentizzo. Sulla distruzione del paese venne girato un documentario da parte del regista Luis Trenker.
I lavori per la fondazione della nuova Stramentizzo a Scales partirono l'anno seguente. L'acquedotto venne terminato ad agosto; seguirono la costruzione di vari edifici pubblici (tra cui la scuola, che rimase in attività fino al 1970 circa) e privati e la posa del cimitero, per concludere con la chiesa, aperta al culto nel settembre 1958. Il paese conta oggi otto edifici, tutti adibiti ad abitazione privata, con una ventina di nuclei famigliari.

## Monumenti e luoghi di interesse

### Architetture religiose

#### Vecchia chiesa dei Santi Angeli Custodi

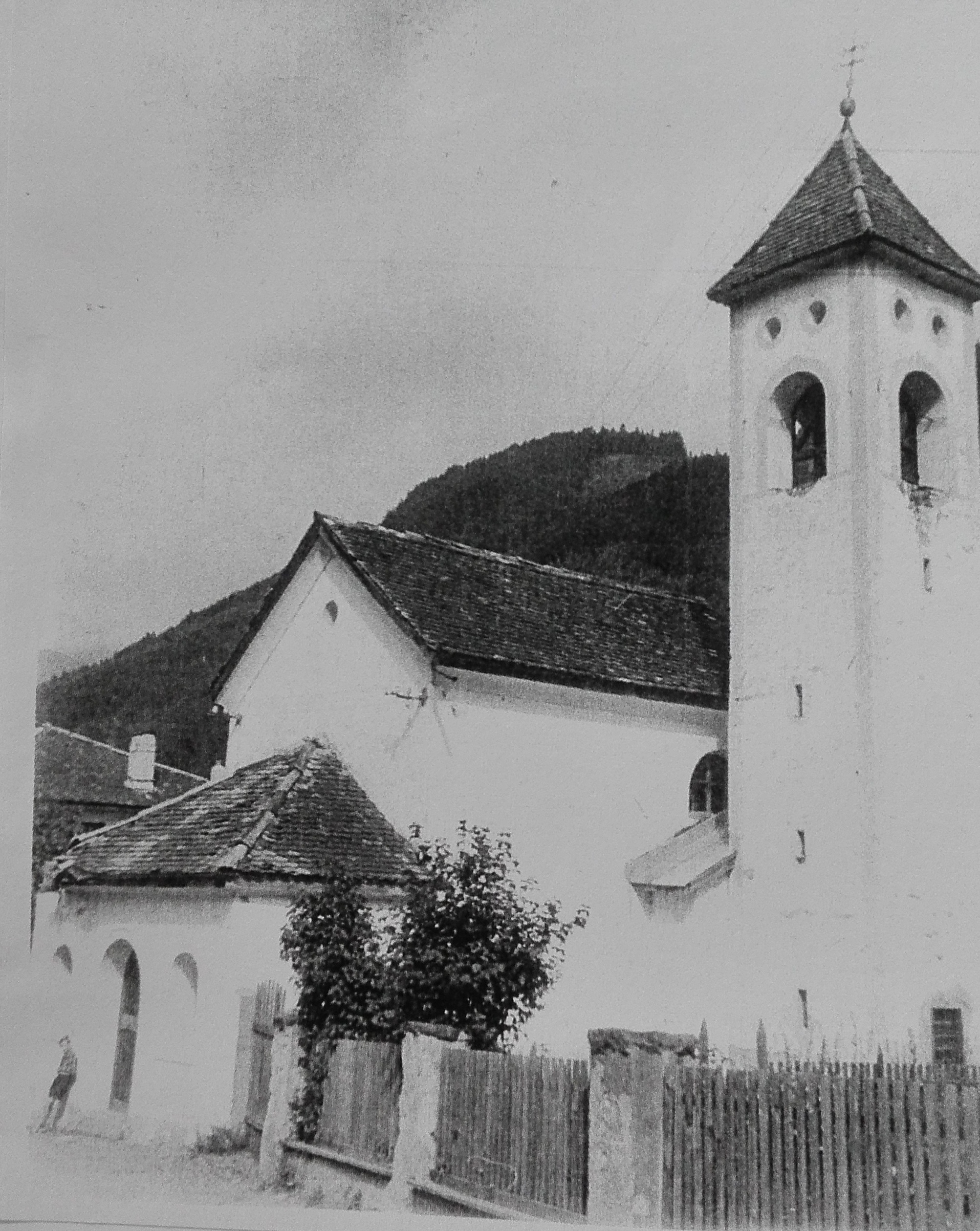
La vecchia chiesa

Una prima cappella dedicata ai santi angeli custodi sorse nel vecchio centro abitato di Stramentizzo nel 1715. Nel 1724 venne sostituita da una chiesa vera e propria, su un terreno donato dal tal Giuseppe Bozzetta, che si fece carico anche delle spese di costruzione; la consacrazione avvenne nel 1738, e l'anno seguente la chiesa venne eretta a curazia della chiesa di San Giorgio di Castello di Fiemme. L'edificio, danneggiato nel 1884 da un incendio che bruciò completamente il campanile in legno, venne ristrutturato e rimase in uso fino all'evacuazione del paese; dopodiché, la chiesa venne demolita con cariche di dinamite il 5 luglio 1956, e il giorno successivo toccò al campanile. Gli stipiti e l'architrave del portale d'ingresso vennero recuperati, e sono installati nel cortile della chiesa nuova.
L'edificio era una tipica chiesetta alpina, con un portico ad anticipare l'ingresso principale e piccolo campanile con copertura in scandole. All'interno si trovavano tre altari: il maggiore, molto antico e contenente le reliquie dei santi Lorenzo e Vincenzo, era dedicato agli angeli custodi e presentava una tela dipinta da Michelangelo Unterperger; i due altari laterali erano intitolati a sant'Anna e a sant'Antonio di Padova, con pale d'altare opera del fratello di Unterperger, Francesco Sebaldo (la pala dell'altare maggiore è passata alla nuova chiesa, mentre le altre due sono nella parrocchiale di Molina); alle pareti erano appese le stazioni ad olio su tela di una Via Crucis di autore ignoto, e dal 1950 era presente anche una statua della Madonna Pellegrina in memoria del passaggio della vergine nel paese l'anno precedente. La chiesa aveva anche campanile (ricostruito in muratura dopo l'incendio) e sagrestia, sulla destra.

#### Nuova chiesa dei Santi Angeli Custodi

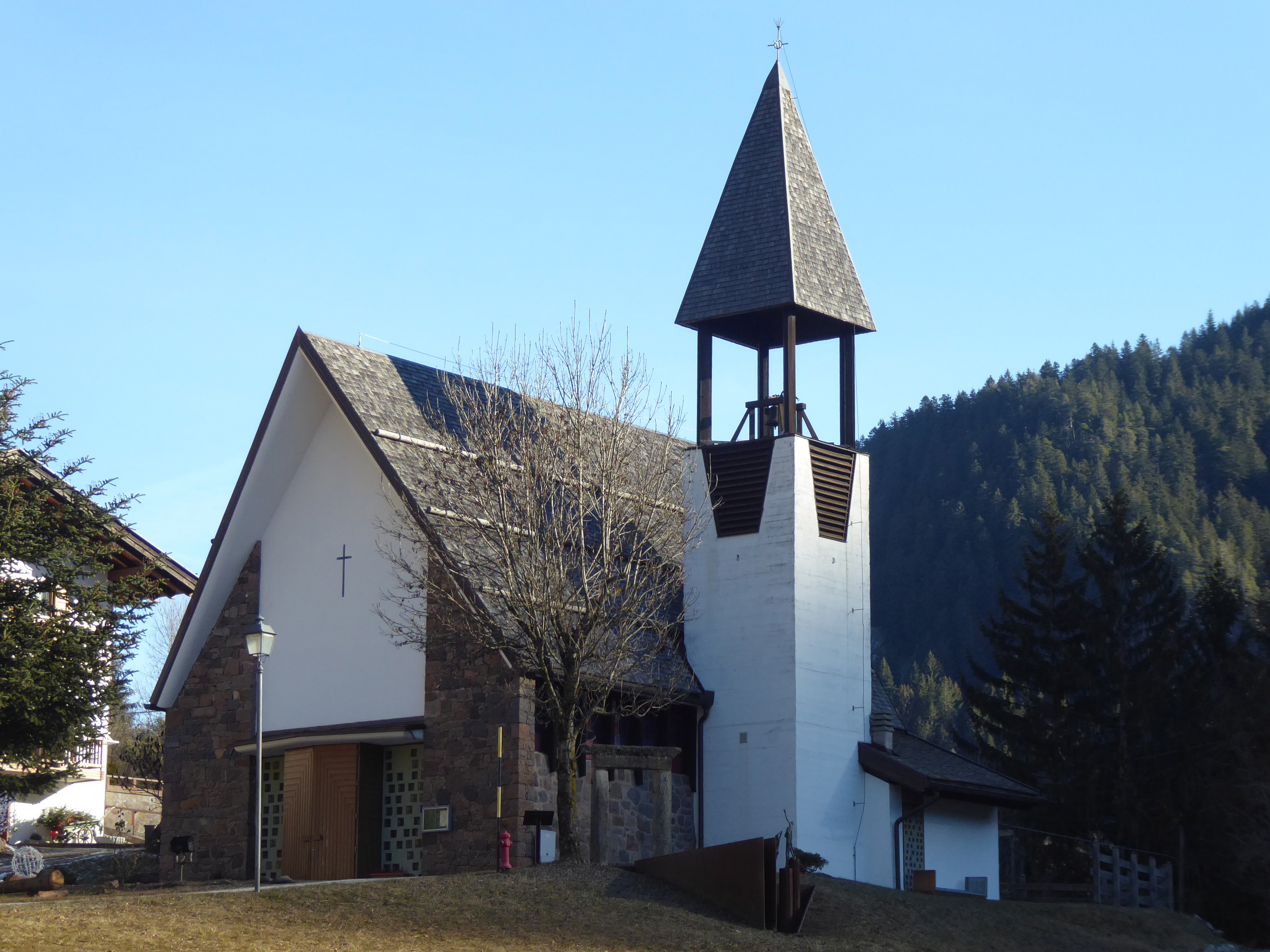
La nuova chiesa dei Santi Angeli Custodi

La nuova chiesa, che ha ereditato l'intitolazione di quella vecchia discostandosene però sul piano architettonico, venne realizzata ai margini del nuovo nucleo abitato di Stramentizzo tra il 1957 e il 1958 e benedetta il 7 settembre 1958. La struttura, a pianta rettangolare e orientata ad est, è in cemento armato; la facciata, a due spioventi ripidi, è incorniciata da setti murari rivestiti in porfido a vista, così come la parete di fondo, mentre sulle fiancate si aprono finestre rettangolari alte e strette. Sul lato destro è appoggiato il campanile quadrangolare, con cella campanaria totalmente aperta, sormontata da un tetto piramidale in scandole sostenuto da pilastri angolari; dietro alla torre sporge il corpo della sagrestia. Il tetto, rifatto completamente nel 2012, è in scandole di legno. L'interno è ad ambiente unico, con soffitto in legno e presbiterio rialzato di un gradino rispetto al resto dell'aula; la parete di fondo è dipinta di rosso, e l'altare maggiore ospita la pala degli angeli custodi proveniente dalla vecchia chiesa. Dal punto di vista parrocchiale, la chiesa è una sussidiaria della parrocchiale di Sant'Antonio di Padova di Molina di Fiemme.